# Мартиниан и Прокес
Св. св. Мартиниан и Прокес или Св. св. Прокес и Мартиниан (на италиански: Martiniano и Processo) са християнски мъченици от древен Рим.
Датите, свързани с тези мъченици, са неизвестни, както и обстоятелствата около тяхната смърт.

## Погребение
Martyrologium Hieronymianum (ред. Дж. Б. де Роси-Л. Душесне, 85) свързва имената им с датата 2 юли. Също така Бернският ръкопис на Мартирологията дава местонахождението на техните гробове, а именно на втория километражен камък на Виа Аурелия или в катакомбите на св. Агата на Виа Аурелия. Старите каталози на гробове на римските мъченици по подобен начин споменават гробовете на двамата светци на този път (Де Роси, „Roma sotterranea“, I, 182 – 3). Други извори просто казват, че те са погребани в гробището на Дамас.

## Легендата
Според една легенда те са имперски войници, назначени за надзиратели на светите апостоли Петър и Павел в Мамертинския затвор (Рихард Липсиус, Apokryphe Apostelgeschichten und Apostellegenden, II, Брансуик, 1887, 92, 105 sqq., 110 sq.). Не може да бъде изяснено как се стига дотам легендата да им даде тази идентификация.
Легендата твърди, че те са християнизирани и покръстени от Петър след като чудодейно извор бликнал в затвора и двамата надзиратели били покръстени в чудотворните води. Те умрели мъченически заедно с Павел, след като били арестувани и измъчвани. Били обезглавени по заповед на император Нерон. След тяхното мъченичество една жена на име Луцина ги погребала в тяхното гробище.
Всъщност, както боландистът Иполит Делайе и римската мартирология твърдят, те били погребани в неизвестно коя година в гробището на Дамас на втория километражен камък на Виа Аурелия.

## Почитане
Те били публично почитани в Рим от четвърти или трети век. Били погребани в гробището на Дамас. През четвърти век върху тяхната гробница била построена църква. В тази църква свети Григорий Велики проповядвал хомилия на техния празник, „в която говорел за присъствието на техните тела, за изцеление на болните, за измъчването на лъжесвидетелите и за изгонването на демони на това място.“ Тази църква вече не съществува. Двамата са споменати от Беда, откъдето се подразбира, че техният празник е бил честван в ранносредновековна Англия.
Папа Пасхалий I (817 – 24) преместил мощите на двамата мъченици в параклис в старата базилика Свети Петър. Те все още се намират под олтара, посветен на тях, в десния (южен) трансепт на съвременната базилика Свети Петър. Техните мощи, водещи началото си от гробището от апостолическата епоха на Виа Аурелия, след като преди това биват местени на различни други места, са поставени през 1605 в порфирена урна под олтара на базиликата, която е оградена с две антични жълти колони.
Празникът им се чества на 2 юли. „Всичко, което се знае за тези мъченици, освен техните имена, е че са погребани в Гробището на Дамас на Виа Аурелия на 2 юли.“ През 1969 празникът им е премахнат от римокатолическия календар на светците навсякъде, където се използват римски ритуали, но продължават да бъдат споменавани в римската мартирология, официалният списък на светците, признат от римокатолическата църква. Календарите от преди 1969 отреждат на тези светци единствено възпоминателна молитва по време на една от месите; но според правилата в настоящия римски мисал, техният празник може да бъде честван навсякъде с тяхна собствена меса по време на празника, освен ако някъде за този ден не е предвидена задължителна церемония.